# 千光寺 (赤磐市)
千光寺（せんこうじ）は、岡山県赤磐市中島にある天台宗の寺院。山号は石井原山。

## 概要
奈良時代、報恩大師が建立した備前四十八ヶ寺の一つとされる。

## 境内
- 三重塔 - 明和2年（1765年）建立。1999年（平成11年）改修。赤磐市唯一の三重塔として貴重。
- 山門
- 本堂
- 鐘楼堂 - 鐘の銘文は山田恵諦（天台座主253世）のもの。

## 歴史
伝承によれば、天平宝字4年（760年）、報恩大師によって創建されるという。

## 文化財
「岡山県内所在の国・県指定文化財」と「赤磐の文化財」による

### 国指定重要文化財
- 古備前四耳大壺 - 備前焼。福安元年（私年号、文安元年・1444年）銘。岡山県立博物館に寄託。1987年6月6日指定。

### 岡山県指定重要文化財
- 紺紙金泥法華経 8巻 - 平安末期から鎌倉初期。岡山県立博物館に寄託。1959年3月27日指定。
- 石造方柱碑 - 暦応3年（1340年）2月15日、覚有の三十三回忌のために建立。1959年3月27日指定。

### 赤磐市指定文化財
- 宝篋印塔 - 享保19年（1734年）7月建立。1990年3月20日指定。
- 文英様石仏 - 永禄10年（1567年）銘。1990年3月20日指定。

## 交通アクセス
- JR山陽本線瀬戸駅から車・タクシー利用